# Đẻ

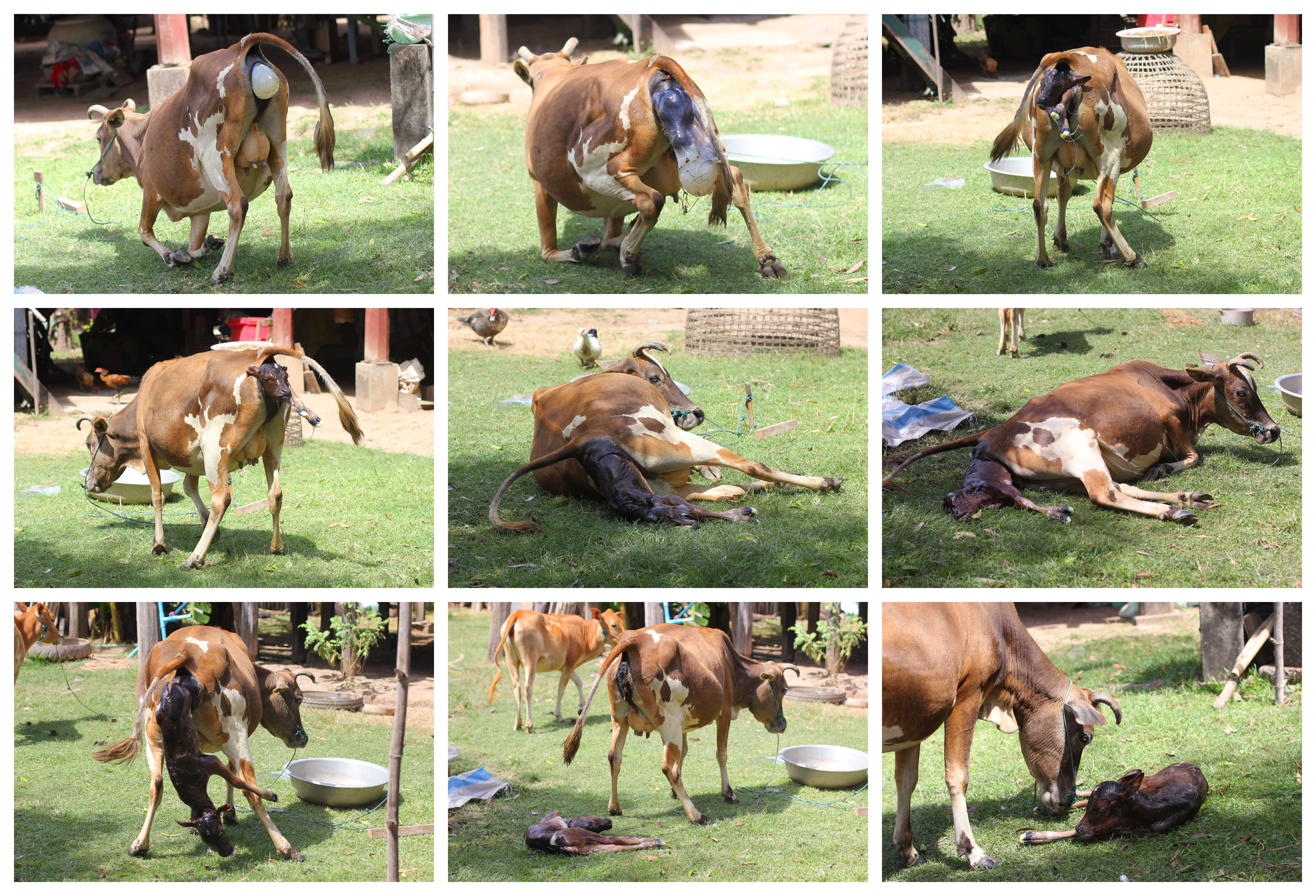
Một con bò đẻ con

Đẻ là một phản xạ sinh sản ở động vật nhằm duy trì nòi giống, bao gồm những chuyển động của đường sinh dục của con cái (co, giãn; mở cửa cổ tử cung...) để đẩy thai hoặc trứng ra bên ngoài.

## Động vật đẻ con

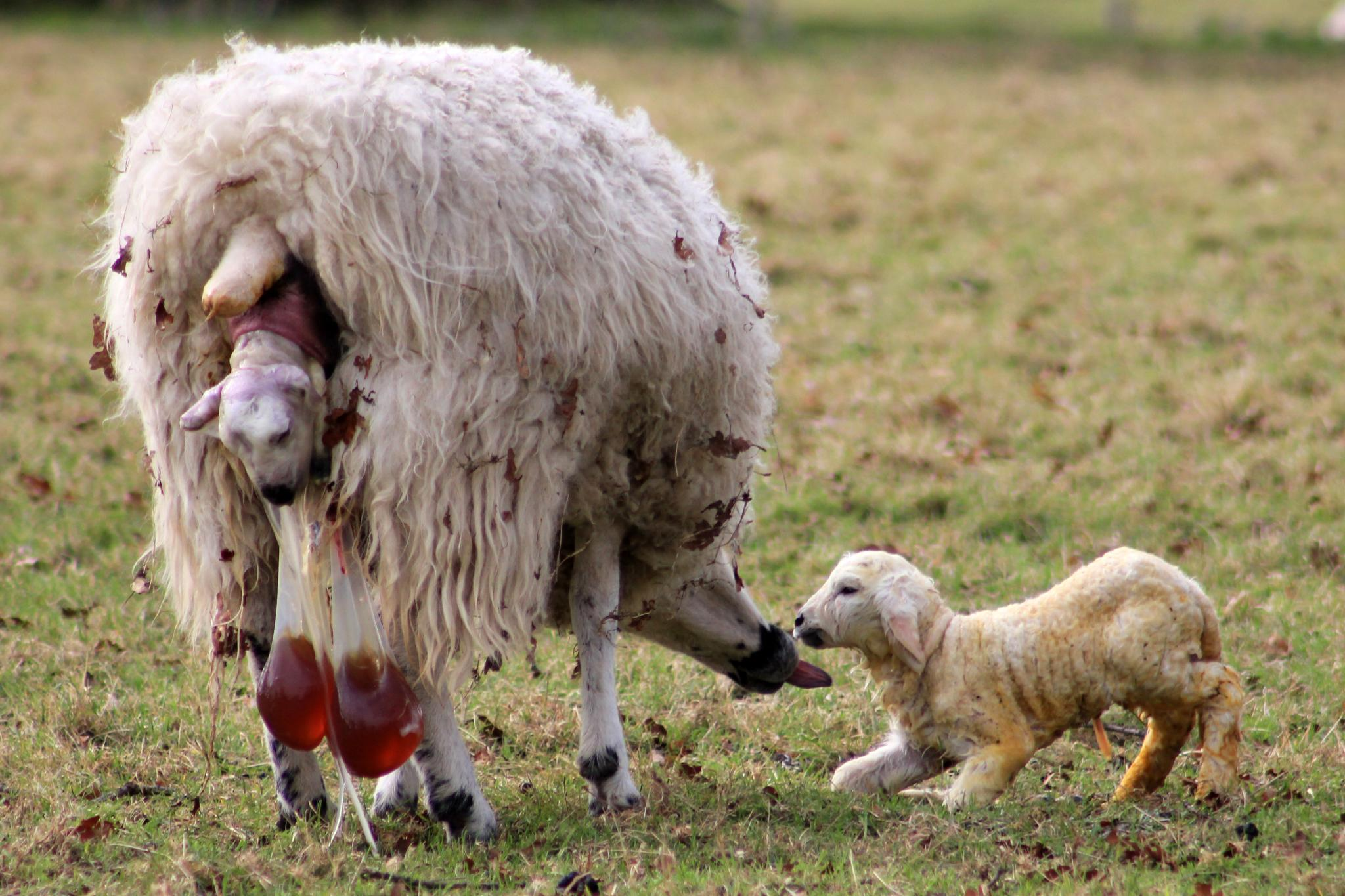
Cừu mẹ đang liếm cừu con mới được đẻ trong khi đang sinh đứa con thứ hai

### Tổng quan
Động vật đẻ là những động vật mang thai: người, lợn, trâu, bò...
Ở động vật đẻ con, quá trình đẻ là kết thúc của quá trình mang thai; thường được chia làm ba giai đoạn: chuyển dạ được bắt đầu với những cơn co thắt tử cung dài, liên tục với cường độ mạnh để dẫn tới mở cổ tử cung, giai đoạn này kết thúc khi cổ tử cung mở đủ để thai có thể chui lọt; giai đoạn đẩy thai ra ngoài bắt đầu khi cổ tử cung mở hoàn chỉnh cho đến khi toàn bộ thai chào đời; giai đoạn cuối bắt đầu ngay sau khi toàn bộ bào thai chào đời và kết thúc khi nhau thai và màng ối được đẩy ra ngoài cơ thể mẹ.

### Ở lợn
Lợn là động vật đa thai, mỗi lứa đẻ thường 7 - 15 con tùy theo giống. Lợn sắp đẻ có dấu hiệu như: đi đứng không yên, bồn chồn, thường hay làm ổ (cắn ổ); âm hộ sưng đỏ, tiết dịch nhờn, bầu vú căng đầy sữa....
Tập tích của lợn là thường đẻ vào ban đêm, 15 – 20 phút sinh một con, đẻ trong thời gian khoảng 2 – 4 giờ là kết thúc.

### Ở trâu, bò
Trâu, bò là động vật đơn thai (rất hiếm sinh đôi), quá trình đẻ được chia thành ba thời kỳ như sau:
- Thời kỳ mở cổ tử cung bắt đầu từ khi tử cung xuất hiện cơn co bóp đầu tiên đến khi cổ tử cung mở hoàn toàn. Sự co bóp bắt đầu từ mút sừng tử cung đến thân, cổ tử cung và kết thúc ở âm đạo. Sự co bóp cùng với theo nhịp điệu khoảng cách thời gian hình thành nên cơn rặn để đẩy thai ra ngoài.